# SNX15
La clasificación de la nexina-15 es una proteína que en humanos está codificada por el gen SNX15 .
Este gen codifica un miembro de la familia de las nexinas de clasificación. Los miembros de esta familia contienen un dominio phox (PX), que es un dominio de unión a fosfoinosítidos, y están involucrados en el tráfico intracelular. La sobreexpresión de este gen da como resultado una disminución en el procesamiento de los receptores del factor de crecimiento de la insulina y los hepatocitos hacia sus subunidades maduras. Esta disminución se debe a la mala localización de la furina, la endoproteasa responsable de la escisión de los receptores del factor de crecimiento de la insulina y los hepatocitos. Esta proteína participa en el tráfico endosómico desde la membranas plasmática hasta el reciclaje de endosomas o la red trans-Golgi. Este gen codifica dos variantes de transcripción que codifican distintas isoformas.